# Kalacsinszk
Kalacsinszk (oroszul: Калачинск) város Oroszország ázsiai részén, az Omszki területen, a Kalacsinszki járás székhelye. 
Népessége: 23 556 fő (a 2010. évi népszámláláskor).

## Elhelyezkedése
Az Om alsó folyásának két partján, Omszk területi székhelytől 84 km-re északkeletre helyezkedik el. A város mellett halad az R254-es főút (oroszul: ), mellyel rövid bekötőút kapcsolja össze. Vasútállomás a transzszibériai vasútvonal Omszk–Novoszibirszk közötti szakaszán. 

## Története
Neve először egy 1795. évi összeírásban fordul elő mint Kalacsika falu. 1830-ban az európai országrészből telepesek érkeztek az Om partjára. 1838-tól a falun át vezetett a szibériai postaútvonal, és 1895-ben az itteni útvonal mentén fektették le a keletre vezető vasútvonalat is. Kalacsinszkban már 1900-ban megvolt a vasútállomás épülete, mely 1987-ig állt. A település 1919-ben ujezd, majd 1924-ben az azt felváltó járás székhelye lett, 1952-ben kapott városi rangot.
Az Om régi hídját 1966-ban építették és 2020-ban bontották le, mert már balesetveszélyessé vált. Az új, 136 m hosszú közúti hidat 2021. szeptember 15-én adták át a forgalomnak.